# 岸田勝彦
岸田 勝彦（きしだ かつひこ、1941年11月19日 - ）は、日本の実業家、中小企業診断士。ヤマハ代表取締役会長や、浜松市体育協会会長などを務めた。

## 人物・経歴
福岡県生まれ。1966年横浜国立大学経済学部卒業、日本楽器製造（現ヤマハ）入社。労務課長兼厚生課長、資材部長、ピアノ事業本部長を経て、1994年取締役に昇格。1998年常務取締役。2000年専務取締役。2004年代表取締役会長、ヤマハ硬式野球部顧問。2007年特別顧問、静岡富丘会会長。2008年浜松市体育協会会長。2010年鍵盤楽器公正取引協議会顧問。2011年静岡県人事委員会委員。2013年ヤマハOB連合会会長。また在職中の1996年に中小企業診断士（工鉱業部門）に合格した。2021年浜松市市政功労者、浜松市スポーツ協会スポーツ功労章受賞。

## 著書
- 『人間万事塞翁が馬:やんちゃなサラリーマン回想録』文藝春秋企画出版部 2021年